# Copa de Portugal 2017-18
La Copa de Portugal 2017-18 (conocida como Taça de Portugal Placard de 2017-18 por motivos de patrocinio) es la 78.ª edición de la Copa de Portugal. Es disputada por 112 equipos de tres campeonatos nacionales, además de 41 representantes del Campeonato Distrital.

## Formato
Esta edición de la Copa de Portugal sigue el mismo formato que el anterior, que se compone de siete eliminatorias y una final. Los seis equipos "B" (uno de ellos en el campeonato de Portugal, 5 en la segunda liga) no pueden participar en esta competición.
En primera ronda de 79 equipos participantes en el Campeonato de Portugal, así como los 41 equipos de distrito. En la segunda ronda, se unen a los 60 ganadores de la primera ronda de 17 equipos repescadas y 15 equipos de la Segunda División. En la 3ª ronda entran los clubes de Primeira Liga.
Todas las eliminatorias se disputan a un solo partido con excepción de las semifinales, que se disputan a partidos de ida y vuelta, si la igualdad persiste se recurre a una prórroga y posteriormente tanda de penales, si son necesarias para desempate. En la segunda eliminatoria los equipos de la Segunda Liga no se pueden enfrentar y jugar siempre en calidad de visitante, siendo que lo mismo se aplica para los equipos de la Primeira Liga, en la 3ª eliminatoria. La final se juega en un escenario definido por la FPF, tradicionalmente el Estadio Nacional de Portugal, en Lisboa.

## Calendario
El calendario de la Copa de Portugal 2017-18 fue publicado por la FPF el 28 de abril de 2017, junto con el calendario de los partidos de la Supercopa de Portugal y el Campeonato de Portugal.
| Ronda            | Fecha del sorteo         | Fecha de partidos                                            | Número de partidos | Equipos | Premio                                  |
| ---------------- | ------------------------ | ------------------------------------------------------------ | ------------------ | ------- | --------------------------------------- |
| 1ª Eliminatoria  | 9 de agosto de 2017      | 2 y 3 de septiembre de 2017                                  | 60                 | 157     | 2.000€                                  |
| 2ª Eliminatoria  | 11 de septiembre de 2017 | 23 y 24 de septiembre de 2017                                | 46                 | 110     | 3.000€                                  |
| 3ª Eliminatoria  | 28 de septiembre de 2017 | 12 al 15 de octubre de 2017                                  | 32                 | 64      | 4.000€                                  |
| 4ª Eliminatoria  | 19 de octubre de 2017    | 16 al 19 de noviembre de 2017                                | 16                 | 32      | 5.000€                                  |
| Octavos de final | 22 de noviembre de 2017  | 6, 13, 14 y 30 de diciembre de 2017                          | 8                  | 16      | 7.500€                                  |
| Cuartos de final | 18 de diciembre de 2017  | 10 y 11 de enero de 2018                                     | 4                  | 8       | 10.000€                                 |
| Semifinal        | 18 de diciembre de 2017  | 7 y 28 de febrero de 2018 (ida) 18 de abril de 2018 (vuelta) | 4                  | 4       | 15.000€                                 |
| Final            | -                        | 20 de mayo de 2018                                           | 1                  | 2       | 150.000€ (Finalista) 300.000€ (Campeón) |

## Primera Ronda
En la Primera Ronda juegan 120 equipos (41 Distritos y 79 Campeonato de Portugal), divididos en 8 series del A al H, de acuerdo a la ubicación geográfica, en el que cada equipo puede hacer frente a otros equipos en la misma serie. Los partidos fueron sorteados el 9 de agosto de 2017 y disputados el 2 y 3 de septiembre de 2017.
| I Liga  | II Liga | Campeonato de Portugal | Distritos | Total     |
| ------- | ------- | ---------------------- | --------- | --------- |
| 18 / 18 | 15 / 15 | 79 / 79                | 41 / 41   | 153 / 153 |

Encuentros
| Fecha           | Local                  | Div. | Resultado    | Div. | Visitante                | Serie |
| --------------- | ---------------------- | ---- | ------------ | ---- | ------------------------ | ----- |
| 3 de septiembre | Águila Vimioso         | D.   | 1–0          | D.   | Desportivo de Monção     | A     |
| 3 de septiembre | Pedras Salgadas        | CP   | 2–0          | CP   | Montalegre               | A     |
| 3 de septiembre | Merelinense            | CP   | 3–1 (pró.)   | D    | Cerveira                 | A     |
| 3 de septiembre | Atlético dos Arcos     | CP   | 3–5          | CP   | Minas de Argozelo        | A     |
| 3 de septiembre | Vilaverdense           | CP   | 2–0          | CP   | Bragança                 | A     |
| 3 de septiembre | Maria da Fonte         | D    | 1–1 (4:3 p.) | CP   | Mirandela                | A     |
| 3 de septiembre | Esposende              | D    | 1–2 (pró.)   | CP   | Torcatense               | A     |
| 3 de septiembre | Trofense               | CP   | 1–0          | CP   | Arões                    | B     |
| 3 de septiembre | Pedras Rubras          | CP   | 3–1          | CP   | Camacha                  | B     |
| 3 de septiembre | Câmara de Lobos        | CP   | 0–2          | CP   | Freamunde                | B     |
| 3 de septiembre | São Martinho           | CP   | 2–1 (pró.)   | D    | Vila Real                | B     |
| 3 de septiembre | Fafe                   | CP   | 0–1 (pró.)   | CP   | Amarante                 | B     |
| 3 de septiembre | Vizela                 | CP   | 3–0 (pró.)   | CP   | Mondinense               | B     |
| 3 de septiembre | Sendim                 | D    | 0–5          | CP   | Oliveirense              | B     |
| 3 de septiembre | Felgueiras 1932        | CP   | 4–0          | D    | Machico                  | B     |
| 3 de septiembre | Espinho                | CP   | 0–0 (4:3 p.) | CP   | Aliança de Gandra        | C     |
| 3 de septiembre | Régua                  | D    | 1–3          | CP   | Gondomar                 | C     |
| 3 de septiembre | Sousense               | CP   | 2–0          | D    | Paredes                  | C     |
| 3 de septiembre | Canelas 2010           | CP   | 3–2          | D    | Lamas                    | C     |
| 3 de septiembre | Coimbrões              | CP   | 1–0          | D    | Rio Tinto                | C     |
| 3 de septiembre | Cinfães                | CP   | 2–2 (4:5 p.) | CP   | Salgueiros               | C     |
| 3 de septiembre | Resende                | D    | 1–0          | D    | Lamego                   | C     |
| 3 de septiembre | Ferreira de Aves       | CP   | 0–1          | CP   | Cesarense                | D     |
| 3 de septiembre | Figueirense            | D    | 1–5          | CP   | Mortágua                 | D     |
| 3 de septiembre | Anadia                 | CP   | 1–0          | CP   | Águeda                   | D     |
| 3 de septiembre | Lusitano Vildemoinhos  | CP   | 4–1          | CP   | Fornos de Algodres       | D     |
| 3 de septiembre | Nogueirense            | CP   | 0–1          | CP   | Gafanha                  | D     |
| 3 de septiembre | Tocha                  | D    | 1–2          | D    | Esmoriz                  | D     |
| 3 de septiembre | Sanjoanense            | CP   | 3–2          | D    | Sabugal                  | D     |
| 3 de septiembre | Riachense              | D    | 0–2          | D    | Idanhense                | E     |
| 3 de septiembre | Leiria                 | CP   | 3–0          | CP   | Sourense                 | E     |
| 3 de septiembre | Condeixa               | D    | 3–0          | D    | Pombal                   | E     |
| 3 de septiembre | Alcanenense            | CP   | 0–0 (4:5 p.) | CP   | Oleiros                  | E     |
| 3 de septiembre | Alcains                | D    | 1–2          | CP   | Águias do Moradal        | E     |
| 3 de septiembre | Benfica Castelo Branco | CP   | 5–1          | D    | Leiria e Marrazes        | E     |
| 3 de septiembre | Fátima                 | CP   | 4–0          | D    | Mação                    | E     |
| 3 de septiembre | Sertanense             | CP   | 0–2          | CP   | Marinhense               | E     |
| 3 de septiembre | Sacavenense            | CP   | 2–0          | CP   | 1º Dezembro              | F     |
| 3 de septiembre | Pêro Pinheiro          | CP   | 5–2          | CP   | Coruchense               | F     |
| 3 de septiembre | Crato                  | D    | 1–2          | CP   | Sintrense                | F     |
| 3 de septiembre | Mosteirense            | D    | 0–3          | CP   | Elétrico                 | F     |
| 3 de septiembre | Lourinhanense          | D    | 0–2          | CP   | Caldas                   | F     |
| 3 de septiembre | Torreense              | CP   | 2–1          | CP   | Loures                   | F     |
| 3 de septiembre | Vilafranquense         | CP   | 1–2          | CP   | Mafra                    | F     |
| 2 de septiembre | Vitória do Pico        | D    | 0–3          | D    | Amora                    | G     |
| 3 de septiembre | Casa Pia               | CP   | 2–0          | CP   | Pinhalnovense            | G     |
| 3 de septiembre | Praiense               | CP   | 4–1          | D    | Vale Formoso             | G     |
| 3 de septiembre | Charneca da Caparica   | D    | 0–2          | CP   | Operário                 | G     |
| 3 de septiembre | Montijo                | CP   | 3–0          | CP   | Lusitânia                | G     |
| 3 de septiembre | Canaviais              | D    | 1–4          | CP   | Guadalupe                | G     |
| 3 de septiembre | Rabo de Peixe          | D    | 0–3          | CP   | Ideal                    | G     |
| 3 de septiembre | Alta de Lisboa         | D    | 4–0          | D    | Flamengos                | G     |
| 3 de septiembre | Louletano              | CP   | 1–1 (4:2 p.) | CP   | Castrense                | H     |
| 3 de septiembre | Oriental               | CP   | 1–2          | CP   | Lusitano VRSA            | H     |
| 3 de septiembre | Armacenenses           | CP   | 0–1          | CP   | Moncarapachense          | H     |
| 3 de septiembre | Ferreiras              | D    | 2–5          | CP   | Moura                    | H     |
| 3 de septiembre | Olhanense              | CP   | 3–1          | CP   | Almancilense             | H     |
| 3 de septiembre | Lusitano Évora         | D    | 3–1          | D    | Vasco da Gama Vidigueira | H     |
| 3 de septiembre | Farense                | CP   | 7–1          | CP   | Estrela                  | H     |
| 3 de septiembre | Almodôvar              | D    | 5–2          | D    | Quarteirense             | H     |

## Segunda Ronda
En la Segunda Ronda participan 92 equipos (60 ganadores de la Primera Ronda, 17 repescados de la misma y 15 equipos de la segunda liga). Antes del sorteo de los partidos de esta eliminatoria, se sortean los 17 equipos repescados. En esta eliminatoria, todos los equipos de la segunda liga juegan en calidad de visitante.
Repescados
Los siguientes 17 equipos fueron repescados, a través de un sorteo entre los 60 equipos derrotados en la eliminatoria anterior.
| - U. D. Vilafranquense (CP) - Clube Oriental de Lisboa (CP) - S. C. Mirandela (CP) - G. D. Sourense (CP) - Sertanense F. C. (CP) - G. D. Braganza (CP) | - Mondinense F. C. (CP) - C. D. Pinhalnovense (CP) - G. D. Coruchense (CP) - S. C. Marrazes Leiria (D) - G. D. Recreativo Canavales (D) - S. C. Lourinhanense (D) | - S. C. Lamego (D) - C. D. Alcains (D) - F. C. Crato (D) - S. C. Vila Real (D) - C. F. da Gama (Beja) (D) |

| I Liga  | II Liga | Campeonato de Portugal | Distritos | Total     |
| ------- | ------- | ---------------------- | --------- | --------- |
| 18 / 18 | 15 / 15 | 59 / 79                | 18 / 41   | 110 / 153 |

Encuentros
| Fecha            | Local                  | Div. | Resultado    | Div. | Visitante                |
| ---------------- | ---------------------- | ---- | ------------ | ---- | ------------------------ |
| 23 de septiembre | Gondomar               | CP   | 0–1          | II   | Santa Clara              |
| 23 de septiembre | Mirandela              | CP   | 1–2          | II   | Académica de Coimbra     |
| 23 de septiembre | Ideal                  | CP   | 1–0          | D    | Almodôvar                |
| 24 de septiembre | Minas de Argozelo      | CP   | 0–4          | II   | Cova da Piedade          |
| 24 de septiembre | Vilafranquense         | CP   | 1–0          | II   | Penafiel                 |
| 24 de septiembre | Condeixa               | D    | 1–3          | II   | Nacional                 |
| 24 de septiembre | Coimbrões              | CP   | 1–3          | II   | Famalicão                |
| 24 de septiembre | Vila Real              | D    | 1–0          | II   | UD Oliveirense           |
| 24 de septiembre | Amarante               | CP   | 1–0          | II   | Varzim                   |
| 24 de septiembre | Vizela                 | CP   | 2–1          | II   | Covilhã                  |
| 24 de septiembre | Lusitano Vildemoinhos  | CP   | 0–1          | II   | Académico de Viseu       |
| 24 de septiembre | Moura                  | CP   | 1–0          | II   | Gil Vicente              |
| 24 de septiembre | Merelinense            | CP   | 3–1          | II   | Real                     |
| 24 de septiembre | Sourense               | CP   | 0–2 (pró.)   | II   | Leixões                  |
| 24 de septiembre | Sertanense             | CP   | 0–2          | II   | União da Madeira         |
| 24 de septiembre | Sacavenense            | CP   | 0–1          | II   | Arouca                   |
| 24 de septiembre | Águia Vimioso          | D    | 2–3          | D    | Vasco da Gama Vidigueira |
| 24 de septiembre | Caldas                 | CP   | 1–0          | CP   | Montijo                  |
| 24 de septiembre | Pedras Rubras          | CP   | 0–4          | CP   | Anadia                   |
| 24 de septiembre | Idanhense              | D    | 0–4          | CP   | São Martinho             |
| 24 de septiembre | Torcatense             | CP   | 2–0          | CP   | Lusitano VRSA            |
| 24 de septiembre | Felgueiras 1932        | CP   | 2–1          | CP   | Pedras Salgadas          |
| 24 de septiembre | Cesarense              | CP   | 3–2          | CP   | Águias do Moradal        |
| 24 de septiembre | Espinho                | CP   | 1–0          | CP   | Moncarapachense          |
| 24 de septiembre | Benfica Castelo Branco | CP   | 0–2          | CP   | Leiria                   |
| 24 de septiembre | Trofense               | CP   | 0–1          | CP   | Sintrense                |
| 24 de septiembre | Freamunde              | CP   | 4–2          | D    | Maria da Fonte           |
| 24 de septiembre | Sanjoanense            | CP   | 3–0          | D    | Crato                    |
| 24 de septiembre | Canelas 2010           | CP   | 3–0          | D    | Resende                  |
| 24 de septiembre | Pinhalnovense          | CP   | 4–0          | D    | Leiria e Marrazes        |
| 24 de septiembre | Fátima                 | CP   | 4–2 (pró.)   | CP   | Elétrico                 |
| 24 de septiembre | Casa Pia               | CP   | 5–0          | D    | Canaviais                |
| 24 de septiembre | Mortágua               | CP   | 0–2          | CP   | Torreense                |
| 24 de septiembre | Lusitano Évora         | D    | 4–1          | CP   | Pêro Pinheiro            |
| 24 de septiembre | Oleiros                | CP   | 3–0          | CP   | Sousense                 |
| 24 de septiembre | Lourinhanense          | D    | 2–3          | CP   | Gafanha                  |
| 24 de septiembre | Olhanense              | CP   | 4–1          | D    | Lamego                   |
| 24 de septiembre | Amora                  | D    | 2–3          | CP   | Farense                  |
| 24 de septiembre | Alta de Lisboa         | D    | 3–2          | CP   | Salgueiros               |
| 24 de septiembre | Coruchense             | CP   | 5–2          | CP   | Mondinense               |
| 24 de septiembre | Esmoriz                | D    | 0–1          | CP   | Vilaverdense             |
| 24 de septiembre | AD Oliveirense         | CP   | 2–1          | CP   | Mafra                    |
| 24 de septiembre | Bragança               | CP   | 1–1 (3:4 p.) | D    | Alcains                  |
| 24 de septiembre | Praiense               | CP   | 2–0          | CP   | Louletano                |
| 24 de septiembre | Marinhense             | CP   | 0–1          | CP   | Oriental                 |
| 24 de septiembre | Guadalupe              | CP   | 2–3          | CP   | Operário                 |

## Tercera Ronda
Un total de 64 equipos participantes en esta ronda, que incluyó a 46 ganadores de la ronda anterior y los 18 equipos que compiten en la Primeira Liga 2017-18 (I). El sorteo se celebró el 28 de septiembre de 2017. Los partidos se disputaron entre el 12 y el 15 de octubre de 2017. Al igual que con los equipos de Segunda División en la eliminatoria anterior, los equipos de la Primera División disputaron sus partidos como visitantes contra equipos de divisiones inferiores.
Cuatro partidos de esta ronda (Oleiros - Sporting de Lisboa; Lusitano de Évora - Porto; Olhanense - Benfica, Académica de Coimbra - Paços de Ferreira) fueron transmitidas en vivo por la televisión por Sport TV. Cada club involucrado en estos cuatro juegos recibido una suma de 25.000€ en relación con las emisiones de televisión.
| I Liga  | II Liga | Campeonato de Portugal | Distritos | Total    |
| ------- | ------- | ---------------------- | --------- | -------- |
| 18 / 18 | 9 / 15  | 32 / 79                | 5 / 41    | 64 / 153 |

Encuentros
| Fecha         | Local                    | Div. | Resultado    | Div. | Visitante            |
| ------------- | ------------------------ | ---- | ------------ | ---- | -------------------- |
| 12 de octubre | Oleiros                  | CP   | 2–4          | I    | Sporting de Lisboa   |
| 13 de octubre | Lusitano Évora           | D    | 0–6          | I    | Porto                |
| 14 de octubre | Torcatense               | CP   | 0–1          | I    | Marítimo             |
| 14 de octubre | Vasco da Gama Vidigueira | D    | 1–6          | I    | Vitória de Guimarães |
| 14 de octubre | Cova da Piedade          | II   | 1–1 (4:3 p.) | CP   | Anadia               |
| 14 de octubre | S. Martinho              | CP   | 2–3          | I    | Sporting Braga       |
| 14 de octubre | Académico de Viseu       | II   | 0–0 (3:4 p.) | I    | Feirense             |
| 14 de octubre | Olhanense                | CP   | 0–1          | I    | Benfica              |
| 15 de octubre | Operário                 | CP   | 2–4          | CP   | Felgueiras 1932      |
| 15 de octubre | Moura                    | CP   | 0–0 (6:7 p.) | I    | Portimonense         |
| 15 de octubre | Sanjoanense              | CP   | 0–4          | I    | Rio Ave              |
| 15 de octubre | Vilaverdense             | CP   | 1–0          | I    | Boavista             |
| 15 de octubre | Farense                  | CP   | 1–0          | I    | Estoril Praia        |
| 15 de octubre | Vila Real                | D    | 0–1          | I    | Desportivo Aves      |
| 15 de octubre | Canelas 2010             | CP   | 1–3          | I    | Moreirense           |
| 15 de octubre | Fátima                   | CP   | 0–3          | I    | Chaves               |
| 15 de octubre | Leixões                  | II   | 3–2 (pró.)   | I    | Tondela              |
| 15 de octubre | Pinhalnovense            | CP   | 1–2 (pró.)   | I    | Vitória de Setúbal   |
| 15 de octubre | União Madeira            | II   | 3–2          | CP   | Oriental             |
| 15 de octubre | Vilafranquense           | CP   | 2–1 (pró.)   | CP   | Casa Pia             |
| 15 de octubre | Alta de Lisboa           | D    | 0–2          | II   | Famalicão            |
| 15 de octubre | Gafanha                  | CP   | 0–0 (3:4 p.) | CP   | Freamunde            |
| 15 de octubre | Arouca                   | II   | 3–0          | CP   | Coruchense           |
| 15 de octubre | Oliveirense              | CP   | 0–0 (5:4 p.) | CP   | Torreense            |
| 15 de octubre | Leiria                   | CP   | 2–0          | CP   | Espinho              |
| 15 de octubre | Cesarense                | CP   | 1–2          | CP   | Caldas               |
| 15 de octubre | Vizela                   | CP   | 3–1          | CP   | Sintrense            |
| 15 de octubre | Nacional                 | II   | 4–2          | CP   | Merelinense          |
| 15 de octubre | Amarante                 | CP   | 1–1 (4:5 p.) | CP   | Ideal                |
| 15 de octubre | Santa Clara              | II   | 2–1          | I    | Belenenses           |
| 15 de octubre | Praiense                 | CP   | 4–1          | D    | Alcains              |
| 15 de octubre | Académica de Coimbra     | II   | 2–1 (pró.)   | I    | Paços de Ferreira    |

## Cuarta Ronda
Participaron en esta eliminatoria los 32 equipos ganadores de la eliminatoria anterior. El sorteo tuvo lugar el 19 de octubre de 2017, sin ninguna restricción. Los partidos se disputaron entre el 16 y el 19 de noviembre de 2017.
Cinco partidos de esta ronda (Sporting de Lisboa - Famalicão, Porto - Portimonense, Benfica - Vitória Setúbal, Rio Ave - Sporting Braga, Vitória Guimãres - Feirense) fueron transmitidas en directo por televisión por Sport TV. Cada club involucrado en estos cinco juegos recibió una suma de 37.500€ en relación con las emisiones de televisión.
| I Liga  | II Liga | Campeonato de Portugal | Distritos | Total    |
| ------- | ------- | ---------------------- | --------- | -------- |
| 13 / 18 | 8 / 15  | 11 / 79                | 0 / 41    | 32 / 153 |

Encuentros
| Fecha           | Local                | Div. | Resultado    | Div. | Visitante          |
| --------------- | -------------------- | ---- | ------------ | ---- | ------------------ |
| 16 de noviembre | Sporting de Lisboa   | I    | 2–0          | II   | Famalicão          |
| 17 de noviembre | Porto                | I    | 3–2          | I    | Portimonense       |
| 18 de noviembre | Benfica              | I    | 2–0          | I    | Vitória de Setúbal |
| 18 de noviembre | Rio Ave              | I    | 1–0          | I    | Sporting Braga     |
| 19 de noviembre | Oliveirense          | CP   | 2–3 (pró.)   | I    | Marítimo           |
| 19 de noviembre | Leiria               | CP   | 0–3          | I    | Desportivo Aves    |
| 19 de noviembre | Académica de Coimbra | II   | 1–0          | II   | Nacional           |
| 19 de noviembre | União Madeira        | II   | 4–2          | CP   | Freamunde          |
| 19 de noviembre | Vizela               | CP   | 2–2 (2:4 p.) | CP   | Vilaverdense       |
| 19 de noviembre | Caldas               | CP   | 1–1 (3:1 p.) | II   | Arouca             |
| 19 de noviembre | Farense              | CP   | 2–1          | II   | Leixões            |
| 19 de noviembre | Moreirense           | I    | 5–2          | CP   | Felgueiras 1932    |
| 19 de noviembre | Santa Clara          | II   | 2–0          | I    | Chaves             |
| 19 de noviembre | Ideal                | CP   | 1–4          | II   | Cova da Piedade    |
| 19 de noviembre | Praiense             | CP   | 3–2 (pró.)   | CP   | Vilafranquense     |
| 19 de noviembre | Vitória de Guimarães | I    | 2–1          | I    | Feirense           |

## Octavos de final
Participan en esta eliminatoria los 16 equipos ganadores de la eliminatoria anterior. El sorteo tuvo lugar el 22 de noviembre de 2017, sin ninguna restricción. Los partidos se disputarán el 6 de diciembre de 2017, entre el 13 y el 14 de diciembre de 2017 y el 30 de diciembre de 2017.
Tres partidos de esta ronda (Sporting de Lisboa - Vilaverdense, Río Ave - Benfica, Porto - Vitória de Guimarães) fueron transmitidas en vivo por la televisión por Sport TV. Cada club involucrado en estos tres juegos recibir una suma de 50.000€ en relación con las emisiones de televisión.
| I Liga | II Liga | Campeonato de Portugal | Distritos | Total    |
| ------ | ------- | ---------------------- | --------- | -------- |
| 8 / 18 | 4 / 15  | 4 / 79                 | 0 / 41    | 16 / 153 |

Encuentros
| Fecha           | Local              | Div. | Resultado    | Div. | Visitante            |
| --------------- | ------------------ | ---- | ------------ | ---- | -------------------- |
| 6 de diciembre  | Marítimo           | I    | 0–0 (2:4 p.) | II   | Cova da Piedade      |
| 13 de diciembre | União Madeira      | II   | 1–5          | I    | Desportivo Aves      |
| 13 de diciembre | Moreirense         | I    | 2–2 (6:5 p.) | II   | Santa Clara          |
| 13 de diciembre | Praiense           | CP   | 0–1          | CP   | Farense              |
| 13 de diciembre | Sporting de Lisboa | I    | 4–0          | CP   | Vilaverdense         |
| 13 de diciembre | Rio Ave            | I    | 3–2 (pró.)   | I    | Benfica              |
| 14 de diciembre | Porto              | I    | 4–0          | I    | Vitória de Guimarães |
| 30 de diciembre | Caldas             | CP   | 1–1 (4:2 p.) | II   | Académica de Coimbra |

## Cuartos de final
Participaron en esta eliminatoria a los 8 equipos de la eliminatoria anterior. El sorteo tuvo lugar el 18 de diciembre de 2017, sin ninguna restricción. Los partidos se disputaron entre el 10 y el 11 de enero de 2018.
Tres partidos de esta ronda (Río Ave - Desportivo Aves; Cova da Piedade - Sporting de Lisboa, Moreirense - Porto) fueron transmitidas en directo por televisión por Sport TV. Cada club involucrado en estos tres juegos ha recibido una suma de 62.500€ en relación con las emisiones de televisión.
| I Liga | II Liga | Campeonato de Portugal | Distritos | Total   |
| ------ | ------- | ---------------------- | --------- | ------- |
| 5 / 18 | 1 / 15  | 2 / 79                 | 0 / 41    | 8 / 153 |

Encuentros
| Fecha       | Local           | Div. | Resultado    | Div. | Visitante          |
| ----------- | --------------- | ---- | ------------ | ---- | ------------------ |
| 10 de enero | Caldas          | CP   | 3–2 (pró.)   | CP   | Farense            |
| 10 de enero | Rio Ave         | I    | 4–4 (4:5 p.) | I    | Desportivo Aves    |
| 10 de enero | Cova da Piedade | II   | 1–2          | I    | Sporting de Lisboa |
| 11 de enero | Moreirense      | I    | 1–2          | I    | Porto              |

## Fase Final
|  | Semifinales                                  | Semifinales                                  | Semifinales                                  |   |                 | Final      | Final      | Final      |  |
|  | 7 y 28 de febrero (ida) 18 de abril (vuelta) | 7 y 28 de febrero (ida) 18 de abril (vuelta) | 7 y 28 de febrero (ida) 18 de abril (vuelta) |   |                 | 20 de mayo | 20 de mayo | 20 de mayo |  |
|  |                                              |                                              |                                              |   |                 |            |            |            |  |
|  |                                              |                                              |                                              |   |                 |            |            |            |  |
|  | Desportivo Aves                              | 1                                            | 2                                            |   |                 |            |            |            |  |
|  | Desportivo Aves                              | 1                                            | 2                                            |   |                 |            |            |            |  |
|  | Caldas                                       | 0                                            | 1                                            |   |                 |            |            |            |  |
|  | Caldas                                       | 0                                            | 1                                            |   | Desportivo Aves | 2          | -          |            |  |
|  |                                              |                                              |                                              |   | Desportivo Aves | 2          | -          |            |  |
|  |                                              |                                              | Sporting de Lisboa                           | 1 | -               |            |            |            |  |
|  | Porto                                        | 1                                            | Sporting de Lisboa                           | 1 | -               | 0 (4)      |            |            |  |
|  | Porto                                        | 1                                            |                                              |   |                 | 0 (4)      |            |            |  |
|  | Sporting de Lisboa (p.)                      | 0                                            | 1 (5)                                        |   |                 |            |            |            |  |
|  | Sporting de Lisboa (p.)                      | 0                                            | 1 (5)                                        |   |                 |            |            |            |  |
|  |                                              |                                              |                                              |   |                 |            |            |            |  |

## Final
| 20 de mayo de 2018, 17:15 | Desportivo Aves          | 2:1 (1:0) | Sporting de Lisboa | Estadio Nacional, Lisboa  |                           |
|                           | Alexandre Guedes 16' 72' |           | Freddy Montero 85' | Árbitro(s): Tiago Martins | Árbitro(s): Tiago Martins |

|                 |
| Campeón         |
| Desportivo Aves |
| 1° título       |

## Enlaces
- RSSSF Cuadro de campeones y resultados

- Datos: Q30974069